# José Antônio Correia da Silva
José Antônio Correia da Silva foi um magistrado e político brasileiro.
Nomeado presidente de Pernambuco no fim de 1890, teve uma passagem breve pelo governo, deixando-o no ano de 1891.